# مارك ولز
مارك ولز (بالإنجليزية: Mark Wells)‏ (15 أكتوبر 1971 بليستر في المملكة المتحدة - ) هو لاعب كرة قدم بريطاني في مركز الدفاع. لعب مع نادي هاروجيت تاون ونوتس كاونتي وهدرسفيلد تاون ونادي سكاربورو ونادي غيتزهد ونادي ووستر سيتي وهنكلي يونايتد ‏ وداغنهام وريدبريدج وPickering Town F.C. ‏.

## وصلات خارجية
- مارك ولز على موقع قاعدة بيانات كرة القدم.إي يو (الإنجليزية)
- مارك ولز على موقع Soccerbase.com (لاعب) (الإنجليزية)